# Laghman (gastronomia)
I laghman (in kazako лағман?, laǵman; in uzbeco Лағмон?, lagʻmon; in uiguro لەڭمەن, lengmen; in kirghiso лагман?, lagman) sono dei noodle di grano tirati a mano cucinati con carne e verdure tipici della cucina cinese e centroasiatica. In cinese sono noti col nome di latiaozi (拉条子) o bànmiàn (拌面).

## Descrizione
Poiché le parole di origine turca non iniziano con la lettera "L", läghmän è un prestito linguistico dal cinese lamian e sembra essere un adattamento dei piatti di noodle dei cinesi Han, ma il gusto e la preparazione sono peculiari uiguri. È anche un piatto tradizionale dei popoli hui e dungani, tra i quali è noto con il nome di bànmiàn.
Questi noodle sono particolarmente popolari in Kazakistan e Kirghizistan, dove sono considerati un piatto nazionale delle minoranze etniche uigure e dungane, nonché in Russia, Uzbekistan, Tagikistan, Turkmenistan, nell'Afghanistan nord-orientale e nel Pakistan settentrionale, dove vengono aggiunti i ceci. La cucina tatara di Crimea ha adottato questo piatto per via dell'influenza uzbeka.
I laghman fanno generalmente parte di una zuppa speziata a base di montone, peperoni, pomodori e cipolle. Si possono aggiungere anche melanzane, fagiolini e peperoncini.